# 勒马尔号驱逐舰

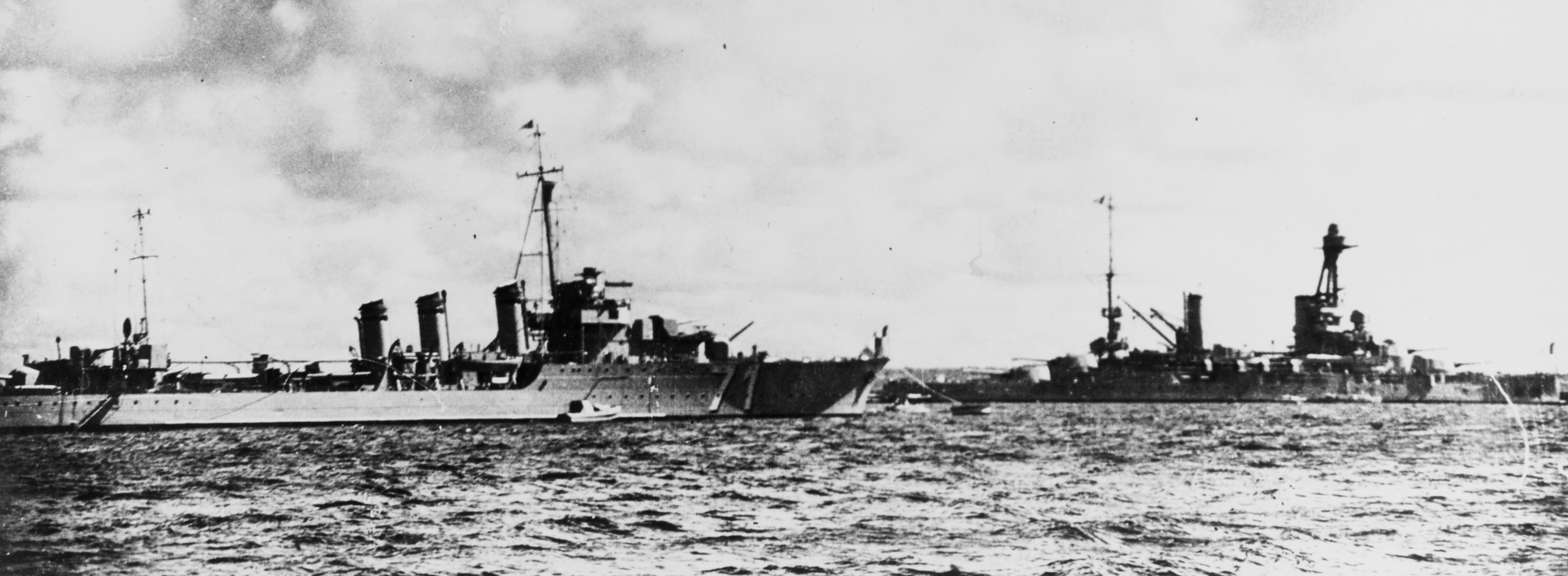
勒马尔号

勒马尔号驱逐舰（Le Mars）是法国海军灵巧级驱逐舰12号舰，于1928年完工，在1942年11月27日的法國艦隊土倫自沉事件中为防止落入纳粹德国手中自行凿沉。

## 设计
灵巧级驱逐舰是法国海军驱逐舰级，共14艘，于1925到1926年开工，1928年到1931年间服役。该级吨位不大，武装和护甲一般，使用单装130mm舰炮（1924型），能跑33节，配有6根550mm鱼雷发射管，副武器和防空武器性能较差。总体上灵巧级是暴风雪级驱逐舰的翻版和后型舰，配置相同的武装，但总吨位稍重一点。该级在二次世界大战中服役并成为法国海军重要的一环。该级命运多舛。